# Ellhofen
Ellhofen (tiếng Đức: [ˈɛlˌhoːfn̩] ⓘ) là một thị xã ở huyện Heilbronn trong bang Baden-Württemberg miền nam Đức. Đô thị này có diện tích 5,86 km², dân số thời điểm 31 tháng 12 năm 2020 là 3738 người.